# Serrat de Vilaginés
El Serrat de Vilaginés és una serra situada al municipi de Castellar de la Ribera (Solsonès), amb una elevació màxima de 746,2 metres.